# Lejeunea xiphophylla
Lejeunea xiphophylla är en bladmossart som först beskrevs av Theodor Carl Karl Julius Herzog, och fick sitt nu gällande namn av M.E.Reiner. Lejeunea xiphophylla ingår i släktet Lejeunea och familjen Lejeuneaceae. Inga underarter finns listade i Catalogue of Life.